# Laravel

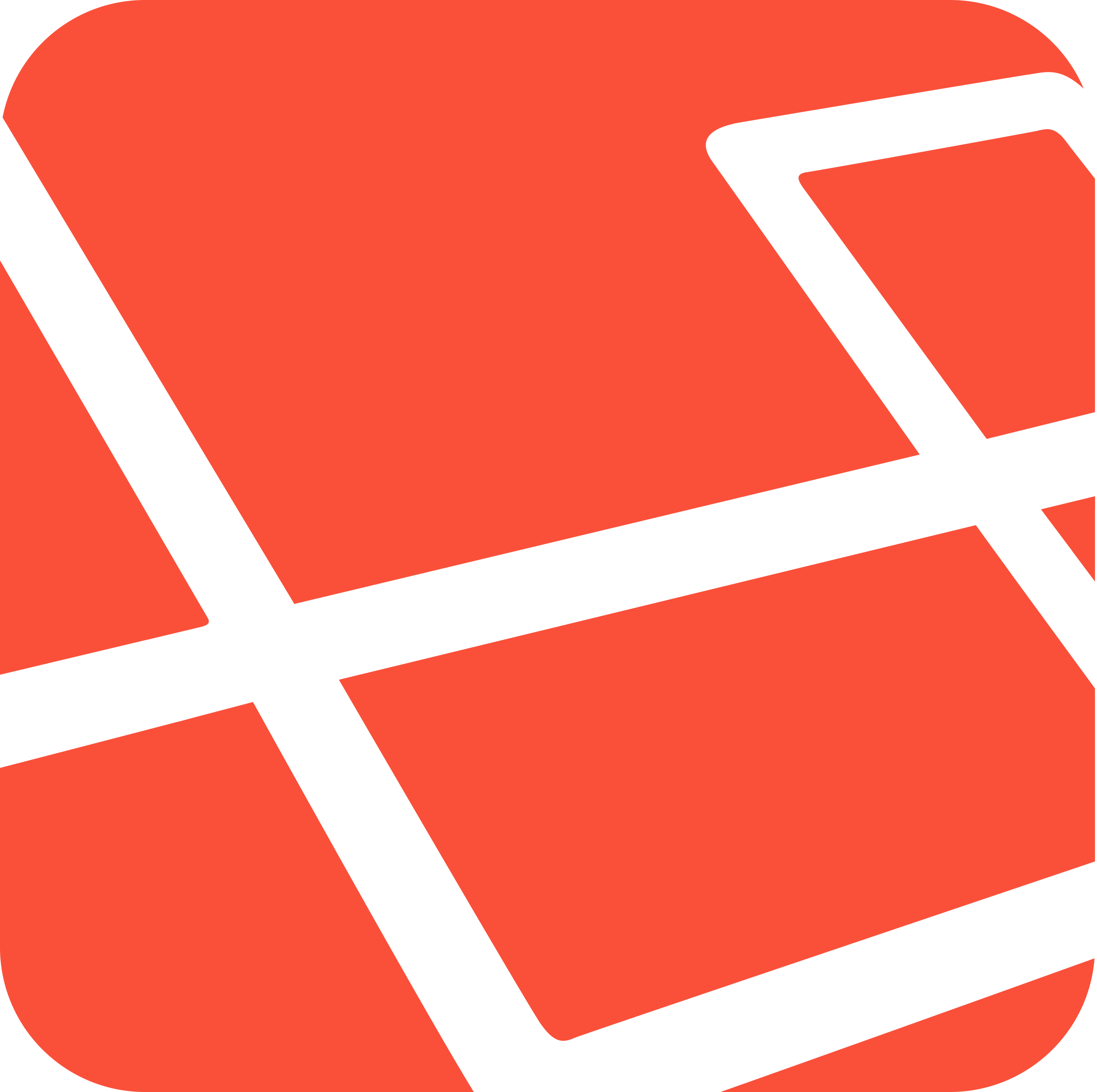
Loggan för Laravel.

Laravel är ett ramverk för språket PHP i öppen källkod som är utvecklat av Taylor Otwell. Det använder sig av komponenter från det populära ramverket Symfony. Den första versionen av Laravel släpptes som betaversion som följdes upp med Laravel 1 som släpptes månaden därefter. 